# Élections législatives de 2002 dans l'Essonne
Les élections législatives françaises de 2002 se sont déroulées les dimanches 9 et 16 juin 2002.
Dans le département de l'Essonne, dix députés étaient à élire dans dix circonscriptions. 
Elles avaient pour but d’élire les députés représentant le département à l’Assemblée nationale pour un mandat de cinq années correspondant à la douzième législature de la  cinquième République française.
L’élection législative de 2002 est la première qui vit l’application du décret no 2002-350 du 14 mars 2002 portant majoration du plafond de dépenses électorales.

## Élus
| Circonscription | Député sortant        | Parti | Parti | Député élu ou réélu   | Parti | Parti |
| --------------- | --------------------- | ----- | ----- | --------------------- | ----- | ----- |
| 1re             | Jacques Guyard nsrp   |       | PS    | Manuel Valls          |       | PS    |
| 2e              | Franck Marlin         |       | RPR   | Franck Marlin         |       | UMP   |
| 3e              | Yves Tavernier        |       | PS    | Geneviève Colot       |       | UMP   |
| 4e              | Pierre-André Wiltzer  |       | UDF   | Pierre-André Wiltzer  |       | UMP   |
| 5e              | Pierre Lasbordes      |       | RPR   | Pierre Lasbordes      |       | UMP   |
| 6e              | François Lamy         |       | PS    | François Lamy         |       | PS    |
| 7e              | Jean Marsaudon        |       | RPR   | Jean Marsaudon        |       | UMP   |
| 8e              | Nicolas Dupont-Aignan |       | RPR   | Nicolas Dupont-Aignan |       | UMP   |
| 9e              | Georges Tron          |       | RPR   | Georges Tron          |       | UMP   |
| 10e             | Julien Dray           |       | PS    | Julien Dray           |       | PS    |

## Résultas

### Analyse
Avant les élections, le département de l’Essonne était représenté à l’Assemblée nationale par dix députés dont cinq adhérents du Rassemblement pour la République, trois adhérents du Parti socialiste et un de l’Union pour la démocratie française. À l’issue du scrutin, le Parti socialiste perdit un siège, la droite, rassemblée au sein de l’Union pour la majorité présidentielle conserva donc six sièges des anciens élus du Rassemblement pour la République et de l’Union pour la démocratie française et en gagna un nouveau.

### Résultats à l’échelle du département
Répartition départementale des résultats (2e tour).
- UMP (54,15 %)
- PS (36,52 %)
- Les Verts (5,02 %)
- PCF (4,31 %)

| Parti                                       | Parti                                           | Premier tour | Premier tour | Second tour | Second tour | Sièges |
| Parti                                       | Parti                                           | Voix         | %            | Voix        | %           | Sièges |
| ------------------------------------------- | ----------------------------------------------- | ------------ | ------------ | ----------- | ----------- | ------ |
|                                             | Union pour un mouvement populaire               | 177 685      | 40,01        | 199 720     | 54,15       | 7      |
|                                             | Union pour la démocratie française              | 13 931       | 3,14         |             |             | 0      |
|                                             | Mouvement pour la France                        | 3 282        | 0,74         | 0           |             |        |
|                                             | Divers droite                                   | 2 651        | 0,60         | 0           |             |        |
|                                             | Rassemblement pour la France                    | 2 428        | 0,55         | 0           |             |        |
|                                             | Majorité présidentielle                         | 199 977      | 45,03        | 199 720     | 54,15       | 7      |
|                                             |                                                 |              |              |             |             |        |
|                                             | Parti socialiste                                | 109 347      | 24,62        | 134 697     | 36,52       | 3      |
|                                             | Parti communiste français                       | 25 377       | 5,71         | 15 889      | 4,31        | 0      |
|                                             | Les Verts                                       | 23 236       | 5,23         | 18 500      | 5,02        | 0      |
|                                             | Pôle républicain                                | 12 483       | 2,81         |             |             | 0      |
|                                             | Divers gauche                                   | 875          | 0,20         | 0           |             |        |
|                                             | Gauche parlementaire                            | 171 318      | 38,58        | 169 086     | 45,85       | 3      |
|                                             |                                                 |              |              |             |             |        |
|                                             | Front national                                  | 45 682       | 10,29        |             |             | 0      |
|                                             | Extrême gauche dont LCR et LO                   | 11 896       | 2,68         | 0           |             |        |
|                                             | Divers écologiste dont LT-LNÉ, MÉI, Cap21 et GÉ | 8 344        | 1,88         | 0           |             |        |
|                                             | Extrême droite dont MNR                         | 4 273        | 0,96         | 0           |             |        |
|                                             | Chasse, pêche, nature et traditions             | 1 715        | 0,39         | 0           |             |        |
|                                             | Divers                                          | 880          | 0,20         | 0           |             |        |
|                                             |                                                 |              |              |             |             |        |
| Inscrits                                    | Inscrits                                        | 685 745      | 100,00       | 617 241     | 100,00      | 10     |
| Abstentions                                 | Abstentions                                     | 234 627      | 34,21        | 237 037     | 38,4        |        |
| Votants                                     | Votants                                         | 451 118      | 65,79        | 380 204     | 61,6        |        |
| Blancs et nuls                              | Blancs et nuls                                  | 7 033        | 1,56         | 11 398      | 3           |        |
| Exprimés                                    | Exprimés                                        | 444 085      | 98,44        | 368 806     | 97          |        |
| Source : Ministère de l'Intérieur - Essonne |                                                 |              |              |             |             |        |

### Résultats par circonscription

#### Première circonscription (Évry - Corbeil-Essonnes)
| Candidat                     | Candidat             | Parti                   | Premier tour | Premier tour | Second tour | Second tour |
| Candidat                     | Candidat             | Parti                   | Voix         | %            | Voix        | %           |
| ---------------------------- | -------------------- | ----------------------- | ------------ | ------------ | ----------- | ----------- |
|                              | Manuel Valls élu     | PS                      | 13 192       | 36,34        | 18 177      | 52,97       |
|                              | Serge Dassault       | UMP (UDF)               | 13 048       | 35,95        | 16 139      | 47,03       |
|                              | Gaëtan de Fresnoye   | FN                      | 4 064        | 11,20        |             |             |
|                              | Bruno Piriou         | PCF                     | 1 670        | 4,60         |             |             |
|                              | Jacques Picard       | Les Verts               | 1 277        | 3,52         |             |             |
|                              | Rosalie Lamin        | Pôle républicain        | 555          | 1,53         |             |             |
|                              | Francis Couvidat     | LCR                     | 540          | 1,49         |             |             |
|                              | Jacques Olivier      | MNR                     | 424          | 1,17         |             |             |
|                              | Josiane Giordano     | Divers écologiste       | 319          | 0,88         |             |             |
|                              | Dominique Remond     | LO                      | 313          | 0,86         |             |             |
|                              | Jacqueline Maksoud   | MPF                     | 206          | 0,57         |             |             |
|                              | Olivier Levoux       | Divers écologiste (MÉI) | 142          | 0,39         |             |             |
|                              | Christine Danquigny  | Extrême gauche (PT)     | 124          | 0,39         |             |             |
|                              | Luc Constant         | Divers (ND)             | 100          | 0,28         |             |             |
|                              | Luc Massart-Weit     | Divers écologiste (GÉ)  | 96           | 0,26         |             |             |
|                              | Henriette Desjardins | CPNT                    | 83           | 0,23         |             |             |
|                              | Vuong-Tanh Nguyen    | Extrême droite          | 75           | 0,21         |             |             |
|                              | Robert Condet        | Divers gauche           | 70           | 0,19         |             |             |
|                              |                      |                         |              |              |             |             |
| Inscrits                     | Inscrits             | Inscrits                | 60 348       | 100,00       | 60 340      | 100,00      |
| Abstentions                  | Abstentions          | Abstentions             | 23 438       | 38,84        | 25 020      | 41,47       |
| Votants                      | Votants              | Votants                 | 36 910       | 61,16        | 35 320      | 58,53       |
| Blancs et nuls               | Blancs et nuls       | Blancs et nuls          | 612          | 1,66         | 1 004       | 2,84        |
| Exprimés                     | Exprimés             | Exprimés                | 36 298       | 98,34        | 34 316      | 97,16       |
| Source : Assemblée nationale |                      |                         |              |              |             |             |

#### Deuxième circonscription (Étampes)
| Candidat                          | Candidat                    | Parti                  | Premier tour | Premier tour | Second tour | Second tour |
| Candidat                          | Candidat                    | Parti                  | Voix         | %            | Voix        | %           |
| --------------------------------- | --------------------------- | ---------------------- | ------------ | ------------ | ----------- | ----------- |
|                                   | Franck Marlin sortant réélu | UMP                    | 23 810       | 48,47        | 28 341      | 64,08       |
|                                   | Gérard Lefranc              | PCF (PS, Les Verts)    | 13 146       | 26,76        | 15 889      | 35,92       |
|                                   | Hubert de Mesmay            | FN                     | 6 519        | 13,27        |             |             |
|                                   | Émilie Deson                | LCR                    | 1 068        | 2,17         |             |             |
|                                   | Frédéric Castello           | LO                     | 641          | 1,30         |             |             |
|                                   | Annick Ferrer               | MNR                    | 453          | 0,92         |             |             |
|                                   | Marie-Claire Guillerault    | MPF                    | 789          | 1,61         |             |             |
|                                   | Bernard Laffay              | Divers écologiste      | 714          | 1,45         |             |             |
|                                   | Delphine Collus             | Divers écologiste (GÉ) | 624          | 1,27         |             |             |
|                                   | Jean-Pierre Goudy           | CPNT                   | 658          | 1,34         |             |             |
|                                   | Éric Reynaud                | Divers droite          | 641          | 1,30         |             |             |
|                                   | Patrick Satonnet            | Divers                 | 63           | 0,13         |             |             |
|                                   |                             |                        |              |              |             |             |
| Inscrits                          | Inscrits                    | Inscrits               | 75 793       | 100,00       | 75 783      | 100,00      |
| Abstentions                       | Abstentions                 | Abstentions            | 25 743       | 33,96        | 29 985      | 39,57       |
| Votants                           | Votants                     | Votants                | 50 050       | 66,04        | 45 798      | 60,43       |
| Blancs et nuls                    | Blancs et nuls              | Blancs et nuls         | 924          | 1,85         | 1 568       | 3,42        |
| Exprimés                          | Exprimés                    | Exprimés               | 49 126       | 98,15        | 44 230      | 96,58       |
| Source : Ministère de l'Intérieur |                             |                        |              |              |             |             |

#### Troisième circonscription (Brétigny-sur-Orge)
| Candidat       | Candidat               | Parti             | Premier tour | Premier tour | Second tour | Second tour |  |
| Candidat       | Candidat               | Parti             | Voix         | %            | Voix        | %           |  |
| -------------- | ---------------------- | ----------------- | ------------ | ------------ | ----------- | ----------- |  |
|                | Yves Tavernier sortant | PS                | 19 629       | 34,53        | 24 371      | 45,97       |  |
|                | Geneviève Colot élue   | UMP               | 18 891       | 33,24        | 28 643      | 54,03       |  |
|                | Roger Garnero          | FN                | 6 452        | 11,35        |             |             |  |
|                | Jean-Marc Tyberg       | UDF               | 5 080        | 8,94         |             |             |  |
|                | Christophe Lepage      | Pôle républicain  | 2 009        | 3,53         |             |             |  |
|                | Alissa El Ayeb         | LCR               | 947          | 1,67         |             |             |  |
|                | Simon Gay              | Divers écologiste | 930          | 1,64         |             |             |  |
|                | Pierre Lemaire         | MNR               | 620          | 1,09         |             |             |  |
|                | Joëlle Venot           | LO                | 588          | 1,03         |             |             |  |
|                | Cécile Dubois          | MPF               | 492          | 0,87         |             |             |  |
|                | Fernand Hampartzoumian | Divers écologiste | 481          | 0,85         |             |             |  |
|                | Yannick Villardier     | CPNT              | 398          | 0,70         |             |             |  |
|                | Ginette Labatut        | Extrême gauche    | 322          | 0,57         |             |             |  |
|                |                        |                   |              |              |             |             |  |
| Inscrits       | Inscrits               | Inscrits          | 86 872       | 100,00       | 86 873      | 100,00      |  |
| Abstentions    | Abstentions            | Abstentions       | 29 088       | 33,48        | 32 160      | 37,02       |  |
| Votants        | Votants                | Votants           | 57 784       | 66,52        | 54 713      | 62,98       |  |
| Blancs et nuls | Blancs et nuls         | Blancs et nuls    | 945          | 1,64         | 1 699       | 3,11        |  |
| Exprimés       | Exprimés               | Exprimés          | 56 839       | 98,36        | 53 014      | 96,89       |  |

#### Quatrième circonscription (Longjumeau)
| Candidat       | Candidat                           | Parti             | Premier tour | Premier tour | Second tour | Second tour |  |
| Candidat       | Candidat                           | Parti             | Voix         | %            | Voix        | %           |  |
| -------------- | ---------------------------------- | ----------------- | ------------ | ------------ | ----------- | ----------- |  |
|                | Pierre-André Wiltzer sortant réélu | UMP (UDF)         | 22 238       | 44,09        | 25 904      | 55,97       |  |
|                | Marianne Louis                     | PS                | 14 238       | 28,23        | 20 379      | 44,03       |  |
|                | Denise Boissier                    | FN                | 5 059        | 10,03        |             |             |  |
|                | Michèle Gaspalou                   | Les Verts         | 1 757        | 3,48         |             |             |  |
|                | Claude Chevrier                    | PCF               | 1 614        | 3,20         |             |             |  |
|                | Dominique Combaud                  | Pôle républicain  | 1 502        | 2,98         |             |             |  |
|                | Pierre Bich                        | Divers écologiste | 750          | 1,49         |             |             |  |
|                | Michèle Laleous                    | LCR               | 721          | 1,43         |             |             |  |
|                | Mariette Pelisson                  | MNR               | 497          | 0,99         |             |             |  |
|                | Françoise Villemaine               | LO                | 484          | 0,96         |             |             |  |
|                | Christine Nigen                    | MPF               | 443          | 0,88         |             |             |  |
|                | Vincent de Matteis                 | Divers écologiste | 375          | 0,74         |             |             |  |
|                | Olivier Genêt                      | CPNT              | 255          | 0,51         |             |             |  |
|                | Sylvie Villon                      | Extrême gauche    | 250          | 0,50         |             |             |  |
|                | Pierre Pucelle                     | Divers gauche     | 136          | 0,27         |             |             |  |
|                | Alex Lacombe                       | Divers droite     | 120          | 0,24         |             |             |  |
|                |                                    |                   |              |              |             |             |  |
| Inscrits       | Inscrits                           | Inscrits          | 76 706       | 100,00       | 76 695      | 100,00      |  |
| Abstentions    | Abstentions                        | Abstentions       | 25 422       | 33,14        | 29 033      | 37,86       |  |
| Votants        | Votants                            | Votants           | 51 284       | 66,86        | 47 662      | 62,14       |  |
| Blancs et nuls | Blancs et nuls                     | Blancs et nuls    | 845          | 1,65         | 1 379       | 2,89        |  |
| Exprimés       | Exprimés                           | Exprimés          | 50 439       | 98,35        | 46 283      | 97,11       |  |

#### Cinquième circonscription (Les Ulis)
| Candidat       | Candidat                       | Parti            | Premier tour | Premier tour | Second tour | Second tour |  |
| Candidat       | Candidat                       | Parti            | Voix         | %            | Voix        | %           |  |
| -------------- | ------------------------------ | ---------------- | ------------ | ------------ | ----------- | ----------- |  |
|                | Pierre Lasbordes sortant réélu | UMP (UDF)        | 19 693       | 45,81        | 21 510      | 53,76       |  |
|                | Stéphane Pocrain               | Les Verts (PS)   | 13 310       | 30,96        | 18 500      | 46,24       |  |
|                | Éric Halphen                   | Pôle républicain | 4 529        | 10,54        |             |             |  |
|                | Sandra Le Bot                  | FN               | 2 322        | 5,40         |             |             |  |
|                | Didier Cazes                   | Cap21            | 721          | 1,68         |             |             |  |
|                | Gaëlle Faure                   | LCR              | 626          | 1,46         |             |             |  |
|                | Roland Pierret                 | MÉI              | 344          | 0,80         |             |             |  |
|                | Odile Viel                     | MPF              | 328          | 0,76         |             |             |  |
|                | Didier Paxion                  | LO               | 269          | 0,63         |             |             |  |
|                | Jean Lyssandre                 | MNR              | 247          | 0,57         |             |             |  |
|                | Consolation Ruiz               | GÉ               | 246          | 0,57         |             |             |  |
|                | Jean-Luc Mathieu               | Divers (ND)      | 205          | 0,48         |             |             |  |
|                | Claude Launay                  | Extrême gauche   | 145          | 0,34         |             |             |  |
|                |                                |                  |              |              |             |             |  |
| Inscrits       | Inscrits                       | Inscrits         | 61 188       | 100,00       | 61 189      | 100,00      |  |
| Abstentions    | Abstentions                    | Abstentions      | 17 669       | 28,88        | 20 169      | 32,96       |  |
| Votants        | Votants                        | Votants          | 43 519       | 71,12        | 41 020      | 67,04       |  |
| Blancs et nuls | Blancs et nuls                 | Blancs et nuls   | 534          | 1,23         | 1 010       | 2,46        |  |
| Exprimés       | Exprimés                       | Exprimés         | 42 985       | 98,77        | 40 010      | 97,54       |  |

#### Sixième circonscription (Massy)
| Candidat       | Candidat                    | Parti             | Premier tour | Premier tour | Second tour | Second tour |  |
| Candidat       | Candidat                    | Parti             | Voix         | %            | Voix        | %           |  |
| -------------- | --------------------------- | ----------------- | ------------ | ------------ | ----------- | ----------- |  |
|                | François Lamy sortant réélu | PS                | 15 639       | 34,85        | 21 428      | 51,54       |  |
|                | Véronique Carantois         | UMP               | 10 093       | 22,49        | 20 150      | 48,46       |  |
|                | Vincent Delahaye            | UDF               | 8 851        | 19,73        |             |             |  |
|                | Josselyne Top               | FN                | 3 876        | 8,64         |             |             |  |
|                | Serge Guichard              | PCF               | 1 487        | 3,31         |             |             |  |
|                | Guy Bonneau                 | Les Verts         | 1 236        | 2,75         |             |             |  |
|                | Véronique Pujol             | Pôle républicain  | 862          | 1,92         |             |             |  |
|                | Odile Moirin                | RPF               | 545          | 1,21         |             |             |  |
|                | Fernando Servo Batista      | LCR               | 470          | 1,05         |             |             |  |
|                | Christian Provaux           | LT-LNÉ            | 280          | 0,62         |             |             |  |
|                | Sylvie Lironcourt           | LO                | 271          | 0,6          |             |             |  |
|                | Roger Douce                 | MNR               | 267          | 0,6          |             |             |  |
|                | Jean-Michel Jacquemin       | Cap21             | 231          | 0,51         |             |             |  |
|                | Tarek Ben Hiba              | SÉGA              | 193          | 0,43         |             |             |  |
|                | Dominique Gandin            | MPF               | 193          | 0,43         |             |             |  |
|                | Véronique Mévellec-Fourcade | MÉI               | 111          | 0,25         |             |             |  |
|                | Marc Sauterey               | PT                | 99           | 0,22         |             |             |  |
|                | Claudine Caruso             | GÉ                | 85           | 0,19         |             |             |  |
|                | Aicha Fontaine              | Divers écologiste | 81           | 0,18         |             |             |  |
|                |                             |                   |              |              |             |             |  |
| Inscrits       | Inscrits                    | Inscrits          | 67 720       | 100,00       | 67 712      | 100,00      |  |
| Abstentions    | Abstentions                 | Abstentions       | 22 327       | 32,97        | 24 933      | 36,82       |  |
| Votants        | Votants                     | Votants           | 45 393       | 67,03        | 42 779      | 63,18       |  |
| Blancs et nuls | Blancs et nuls              | Blancs et nuls    | 523          | 1,15         | 1 201       | 2,81        |  |
| Exprimés       | Exprimés                    | Exprimés          | 44 870       | 98,85        | 41 578      | 97,19       |  |

#### Septième circonscription (Savigny-sur-Orge)
| Candidat       | Candidat                     | Parti             | Premier tour | Premier tour | Second tour | Second tour |  |
| Candidat       | Candidat                     | Parti             | Voix         | %            | Voix        | %           |  |
| -------------- | ---------------------------- | ----------------- | ------------ | ------------ | ----------- | ----------- |  |
|                | Jean Marsaudon sortant réélu | UMP               | 16 175       | 38,39        | 21 012      | 53,72       |  |
|                | Gabriel Amard                | PS                | 13 488       | 32,01        | 18 101      | 46,28       |  |
|                | Françoise Roche              | FN                | 4 826        | 11,45        |             |             |  |
|                | Christine Rodier             | Divers droite     | 1 652        | 3,92         |             |             |  |
|                | Gaëlle de Angelis            | Les Verts         | 1 473        | 3,50         |             |             |  |
|                | Bruno Burdet-Burdillon       | PCF               | 1 184        | 2,81         |             |             |  |
|                | Jean-Marie Machet            | Pôle républicain  | 792          | 1,88         |             |             |  |
|                | Guillaume Liegard            | LCR               | 577          | 1,37         |             |             |  |
|                | Thierry Auriat               | MNR               | 538          | 1,28         |             |             |  |
|                | Jean-Jacques Campani         | LO                | 358          | 0,85         |             |             |  |
|                | Christelle Cleraux           | MPF               | 307          | 0,73         |             |             |  |
|                | Marie-Christine Nguyen       | Divers            | 285          | 0,68         |             |             |  |
|                | Jacques Desprairies          | Divers écologiste | 230          | 0,55         |             |             |  |
|                | Pascal Chanoux               | Divers gauche     | 132          | 0,31         |             |             |  |
|                | Kathy Garreyn                | CPNT              | 115          | 0,27         |             |             |  |
|                |                              |                   |              |              |             |             |  |
| Inscrits       | Inscrits                     | Inscrits          | 65 422       | 100,00       | 65 413      | 100,00      |  |
| Abstentions    | Abstentions                  | Abstentions       | 22 613       | 34,56        | 25 065      | 38,32       |  |
| Votants        | Votants                      | Votants           | 42 809       | 65,44        | 40 348      | 61,68       |  |
| Blancs et nuls | Blancs et nuls               | Blancs et nuls    | 677          | 1,58         | 1 235       | 3,06        |  |
| Exprimés       | Exprimés                     | Exprimés          | 42 132       | 98,42        | 39 113      | 96,94       |  |

#### Huitième circonscription (Yerres)
|                | Nicolas Dupont-Aignan sortant réélu | UMP (UDF)               | 23 871 | 54,34  |  |  |  |
|                | Marie-Christine Ducasse             | PS                      | 10 677 | 24,30  |  |  |  |
|                | Jacqueline Menguy                   | FN                      | 3 599  | 8,19   |  |  |  |
|                | Jean-Michel Leterrier               | PCF                     | 1 527  | 3,48   |  |  |  |
|                | Dominique Chemla                    | Les Verts               | 1 458  | 3,32   |  |  |  |
|                | Michel Lemarchand                   | Pôle républicain        | 659    | 1,50   |  |  |  |
|                | Marianne Inayetian                  | LCR                     | 629    | 1,43   |  |  |  |
|                | Monique Leborgne                    | LO                      | 362    | 0,82   |  |  |  |
|                | Daniel Mevelc                       | Divers écologiste (MÉI) | 346    | 0,79   |  |  |  |
|                | Hélène Pucci                        | MNR                     | 249    | 0,57   |  |  |  |
|                | Jean-Charles Marquiset              | Extrême gauche (PT)     | 183    | 0,42   |  |  |  |
|                | Franck Balassanian                  | Divers (RCF)            | 148    | 0,34   |  |  |  |
|                | Jean-Louis Bordenave                | Divers droite           | 145    | 0,33   |  |  |  |
|                | Jean-Louis Martinez                 | Divers                  | 79     | 0,18   |  |  |  |
|                | Olivier Martinez                    | Divers écologiste (GÉ)  | 0      | 0,00   |  |  |  |
|                |                                     |                         |        |        |  |  |  |
| Inscrits       | Inscrits                            | Inscrits                | 68 428 | 100,00 |  |  |  |
| Abstentions    | Abstentions                         | Abstentions             | 23 714 | 34,66  |  |  |  |
| Votants        | Votants                             | Votants                 | 44 714 | 65,34  |  |  |  |
| Blancs et nuls | Blancs et nuls                      | Blancs et nuls          | 782    | 1,75   |  |  |  |
| Exprimés       | Exprimés                            | Exprimés                | 43 932 | 98,25  |  |  |  |

#### Neuvième circonscription (Draveil)
| Candidat       | Candidat                   | Parti            | Premier tour | Premier tour | Second tour | Second tour |  |
| Candidat       | Candidat                   | Parti            | Voix         | %            | Voix        | %           |  |
| -------------- | -------------------------- | ---------------- | ------------ | ------------ | ----------- | ----------- |  |
|                | Georges Tron sortant réélu | UMP              | 20 762       | 47,23        | 23 718      | 59,59       |  |
|                | Florence Léon-Ploquin      | PS               | 11 538       | 26,25        | 16 083      | 40,41       |  |
|                | Jean Legangneux            | FN               | 4 725        | 10,75        |             |             |  |
|                | Hélène Borel               | Les Verts        | 1 661        | 3,78         |             |             |  |
|                | Isabelle Voisin            | PCF              | 1 389        | 3,16         |             |             |  |
|                | Serge Bareyt               | Pôle républicain | 837          | 1,9          |             |             |  |
|                | Caroline Davant            | LCR              | 624          | 1,42         |             |             |  |
|                | Sophie Lespagnon           | MNR              | 584          | 1,33         |             |             |  |
|                | Xavier Rousseau            | Cap21            | 381          | 0,87         |             |             |  |
|                | Roland Jo                  | LO               | 369          | 0,84         |             |             |  |
|                | Cécile Dugue               | MÉI              | 288          | 0,66         |             |             |  |
|                | Anne Bagot                 | MPF              | 269          | 0,61         |             |             |  |
|                | Stéphanie Pipeschi         | GÉ               | 182          | 0,41         |             |             |  |
|                | Marie-Cécile Lebrun        | ND               | 126          | 0,29         |             |             |  |
|                | Robert Bachacou            | CPNT             | 116          | 0,26         |             |             |  |
|                | Xavier Ducotterd           | Divers gauche    | 109          | 0,25         |             |             |  |
|                |                            |                  |              |              |             |             |  |
| Inscrits       | Inscrits                   | Inscrits         | 68 573       | 100,00       | 68 570      | 100,00      |  |
| Abstentions    | Abstentions                | Abstentions      | 23 986       | 34,98        | 27 617      | 40,28       |  |
| Votants        | Votants                    | Votants          | 44 587       | 65,02        | 40 953      | 59,72       |  |
| Blancs et nuls | Blancs et nuls             | Blancs et nuls   | 627          | 1,41         | 1 152       | 2,81        |  |
| Exprimés       | Exprimés                   | Exprimés         | 43 960       | 98,59        | 39 801      | 97,19       |  |

#### Dixième circonscription (Sainte-Geneviève-des-Bois)
| Candidat       | Candidat                  | Parti            | Premier tour | Premier tour | Second tour | Second tour |  |
| Candidat       | Candidat                  | Parti            | Voix         | %            | Voix        | %           |  |
| -------------- | ------------------------- | ---------------- | ------------ | ------------ | ----------- | ----------- |  |
|                | Julien Dray sortant réélu | PS               | 10 946       | 32,67        | 16 158      | 53,04       |  |
|                | Francis Decoux            | UMP              | 9 104        | 27,17        | 14 303      | 46,96       |  |
|                | Michel de Rostolan        | FN               | 4 240        | 12,66        |             |             |  |
|                | Marjolaine Rauze          | PCF              | 3 350        | 10,03        |             |             |  |
|                | Jacques Dupuy             | RPF              | 1 883        | 5,62         |             |             |  |
|                | Angeline Fendian          | Les Verts        | 1 064        | 3,18         |             |             |  |
|                | Dominique Mellet          | Pôle républicain | 738          | 2,2          |             |             |  |
|                | Éric Nayac                | LCR              | 345          | 1,03         |             |             |  |
|                | Pascale Decla             | MNR              | 319          | 0,95         |             |             |  |
|                | Farid Diab                | Divers gauche    | 302          | 0,9          |             |             |  |
|                | Martine Vallois           | MPF              | 255          | 0,76         |             |             |  |
|                | Patrice Ciuti             | LO               | 254          | 0,76         |             |             |  |
|                | Aline Jonas-Schreiber     | MHAN             | 239          | 0,71         |             |             |  |
|                | Odette Clareton           | GÉ               | 148          | 0,37         |             |             |  |
|                | Christian Lefevre         | PT               | 124          | 0,37         |             |             |  |
|                | Bernard Beaudet           | CNIP             | 93           | 0,28         |             |             |  |
|                | Mireille Locquet          | CPNT             | 90           | 0,27         |             |             |  |
|                | Yasmina Djahafi           | Divers           | 0            | 0            |             |             |  |
|                |                           |                  |              |              |             |             |  |
| Inscrits       | Inscrits                  | Inscrits         | 54 695       | 100,00       | 54 666      | 100,00      |  |
| Abstentions    | Abstentions               | Abstentions      | 20 627       | 37,71        | 23 055      | 42,17       |  |
| Votants        | Votants                   | Votants          | 34 068       | 62,29        | 31 611      | 57,83       |  |
| Blancs et nuls | Blancs et nuls            | Blancs et nuls   | 564          | 1,66         | 1 150       | 3,64        |  |
| Exprimés       | Exprimés                  | Exprimés         | 33 504       | 98,34        | 30 461      | 96,36       |  |